# Cappelli (editore)
Cappelli è una casa editrice italiana. Fu fondata a Rocca San Casciano (nell'Appennino forlivese) da Licinio Cappelli (1864-1952), che nel 1914 la trasferì a Bologna. In seguito fu gestita dai suoi figli, in particolare da Carlo Alberto (Rocca San Casciano 1907 - Verona 1982).
Nel 1977 l'azienda cambiò nome in Nuova Cappelli, passando sotto la Gem (Gruppo Editoriale Milano) di Nicola Milano. Dal 2000 Cappelli è parte del gruppo editoriale che fa capo alla casa Editrice La Scuola. Nel 2016 il marchio torna a Bologna, dove continua l’attività esclusivamente nella pubblicazione di testi scolastici.

## Storia
Le origini della casa editrice risalgono alla prima metà del XIX secolo quando Federigo Cappelli (1822-1880), di professione barbiere, si innamorò della figlia di un tipografo faentino, stampatore del Lunêri di Smémbar. Il futuro suocero accettò di concedergli la mano della figlia a patto che diventasse un tipografo. Cappelli abitava a Rocca San Casciano nell'allora Romagna toscana. Imparò il mestiere di tipografo a Firenze, poi tornò a casa e sposò la fidanzata, Letizia Raggi.

Dopo il matrimonio fondò una tipografia nella sua Rocca San Casciano. L'unico macchinario era un vecchio torchio di seconda mano. Nel 1864 nacque il figlio Licinio. Federigo si impegnò nella stampa di opere di vasta mole, che però non diedero i ritorni sperati.
Il 12 luglio 1880 morì. Licinio, che aveva solo sedici anni, assunse la responsabilità della tipografia (affiancato da un tutore perché minorenne) e continuò l'attività. Riuscì con grande impegno e fatica a ripianare il debito che aveva ereditato dal padre, che ammontava a 70.000 lire.
Licinio si concentrò sulla produzione di lavori tipografici di tipo commerciale. Nel 1889 “firmava” i suoi libri con la dicitura «Rocca San Casciano - Licinio Cappelli tipografo editore». All'inizio degli anni 1890 la tipografia si dotò di macchine moderne, con la conseguente introduzione di nuove tecniche compositive. Ciò impresse una svolta all'attività editoriale di Cappelli. Le sue spiccate qualità di venditore fecero il resto: a 19 anni ottenne una commessa per duemila copie della strenna Fra sorelle. Nacquero le prime tre collane editoriali: “Collezione di letteratura amena“, “Biblioteca romantica illustrata“ e “Biblioteca della Roma letteraria“ (in quest'ultima apparve un romanzo di Grazia Deledda, L'ospite). Cappelli pubblicò altri testi importanti, tra cui La biblioteca dei re d'Aragona in Napoli (1897) di Giuseppe Mazzatinti, a cura del quale furono editi Gli archivi della storia d'Italia in nove volumi, ultimati nel 1915 a cura di Giustiniano Degli Azzi; nonché opere di Emma Boghen Conigliani e di Evelyn Franceschi Marini, saggi critici di Maria Majocchi (in arte Jolanda), poesie di Clementina Laura Majocchi (in arte Bruna).. Nel 1903 seguì “Indagini di storia letteraria e artistica“, dedicata ai classici italiani (direttore Guido Mazzoni). Nel 1911 creò la fortunata “Collezione Cappelli“, che pubblicò, tra le altre, le opere dell'eclettico Attilio Frescura.
Negli stessi anni Cappelli preparò il grande salto a Bologna. Dopo aver conosciuto il libraio Luigi Beltrami, che aveva un'attività nella centralissima via Farini, nel 1906 i due crearono una società. Cappelli ebbe fortuna nel capire per primo che Cesare Zanichelli, proprietario della più prestigiosa casa editrice bolognese, dava segni di ritirarsi. Rilevò la sua attività, comprensiva della libreria in via Irnerio. Nello stesso anno fu pubblicato con la sottoscrizione "Ditta Nicola Zanichelli di L. Beltrami e L. Cappelli" il romanzo Anima di Tommaso Nediani, con prefazione di Antonio Fogazzaro. Pochi anni dopo Cappelli e Beltrami cedettero la Zanichelli, intascando un lauto compenso.
Nel 1912 Cappelli acquistò dai fratelli Ademollo di Firenze «Cordelia», una rivista femminile che sembrava non avere più mercato e che invece divenne uno degli assi portanti della casa editrice, venendo pubblicata per 44 anni, fino al 1936. Incoraggiò e valorizzò la direttrice Ida Baccini, che guidava la rivista sin dal 1884 (e dirigeva il settimanale per l'infanzia Il giornale dei bambini), e fu accorto nella scelta di Maria Majocchi Plattis, che ne prese le redini dal 1911 al 1917. Ottenne notevole fortuna la collana di libri per ragazze “Biblioteca della Signorina”, ampiamente pubblicizzata su «Cordelia», i cui titoli furono scelti da Cappelli e dalla Majocchi. Della collana uscirono non meno di ottanta romanzi. 
Quando il socio Beltrami si mise a riposo, Cappelli rilevò la sua quota. Nel 1913 aprì, sempre nel capoluogo felsineo, la «Libreria editrice internazionale Cappelli». L'ultimo passo fu quello di prendere residenza a Bologna. Con la moglie, Antonietta Casanti, e i figli lasciò Rocca San Casciano e trasferì la sede della propria casa editrice nel capoluogo emiliano, in via Farini. Solo lo stabilimento tipografico rimase a Rocca San Casciano. Nel 1914 re Vittorio Emanuele III donò a Licinio Cappelli un ritratto autografato e gli concesse il brevetto della Real Casa.
Dapprima la casa editrice si occupò prevalentemente di chimica e fisica, con un occhio di riguardo per le discipline mediche. Una sua famosa collana fu Classici italiani della medicina. Si orientò poi allo spettacolo, creando collane cinematografiche. A partire dagli anni venti aprì nuove librerie a Trieste, Milano, Bolzano e Napoli.

Sempre negli anni venti pubblicò l'opera omnia di Alfredo Oriani, a cura di Benito Mussolini.  Nel 1923 pubblicò la prima edizione de La coscienza di Zeno, operando alcune modifiche all'originale. Tra il 1927 e il 1930 pubblicò l'edizione critica di Giacomo Leopardi, a cura di Francesco Moroncini; negli anni trenta la collana Classici del pensiero politico, curata da Giovanni Gentile, e tra il 1932 e il 1937 l'edizione nazionale di Giuseppe Garibaldi (i primi sei volumi). Tra i suoi curatori editoriali vi furono Attilio Frescura, Giorgio Guazzotti e Paolo Grassi, nella co-direzione della collana Documenti di teatro, Giuseppe Longo, che diresse la collana L'ippocampo.

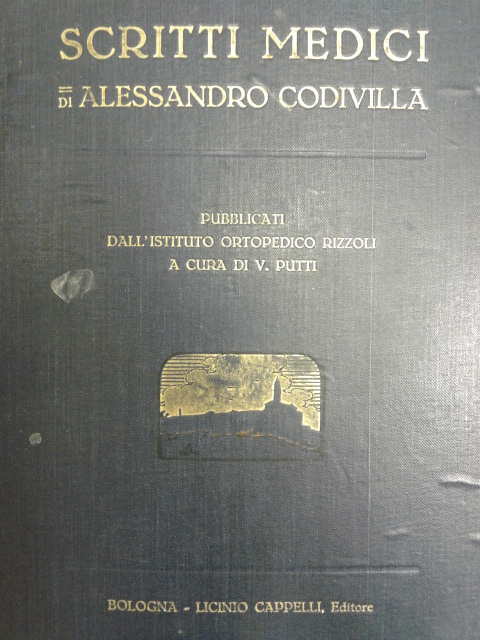
Copertina del libro Scritti medici di Alessandro Codivilla a cura di Vittorio Putti, Licinio Cappelli Editore, Bologna

Nel 1957 i figli di Licinio Cappelli pubblicarono La ballerina di carta di Giuseppe Dessì; nel 1958 Le lettere di Alfredo Oriani, a cura di Piero Zama; nel 1959 I teatri stabili in Italia (1898-1918), opera prima di Andrea Camilleri.
Solida fino al 1960, la Casa editrice dà i primi segni di difficoltà negli anni successivi, e già nel 1968 si parla di difficoltà che potrebbero essere insormontabili. Sembra mancare una guida ferma e la presenza di tanti parenti non sembra giovare alla buona gestione della società. Quando entra in vigore la riforma della scuola media, la Casa editrice non è pronta ad adeguarsi ai nuovi programmi con la produzione di nuovi testi dedicati. Tuttavia, sostenuta dal patrimonio familiare, continua l’attività fino a che diviene inevitabile la cessione.
Nel 1977 subentra nella proprietà Nicola Milano, maestro elementare del cuneese, che affida la casa editrice al figlio Giuseppe, e in seguito alla figlia Lia e al genero Mario Musso.
La Cappelli continua ad essere per molti anni un editore generalista, con ben quindici periodici, dalla storia, alla medicina, all’economia, alle lettere classiche; ventinove collane, oltre ai libri strenna fuori collana. Il parco dei collaboratori si rinnova notevolmente, a partire dal direttore editoriale, l’esperto Umberto Magrini, che rimarrà fino alla metà degli anni Ottanta. Negli anni Novanta la proprietà decide di limitare la produzione alla sola editoria scolastica, con un turn over di direttori editoriali che vedono il passaggio di Giulio Forconi, proveniente da Zanichelli, e poi di Massimo Manzoni, proveniente da Calderini.
La Cappelli resiste al fortissimo processo di acquisizioni e di concentrazioni che caratterizza il ventennio 1990-2010, ma proprio con il passaggio del secolo una rilevante quota di minoranza della proprietà è ceduta alla Scuola di Brescia, che dieci anni dopo rileva l’intera società. Il marchio Cappelli entra quindi a far parte del gruppo bresciano, che nel luglio 2016 lo cede alla casa editrice Spiraglio srl, consentendo il suo ritorno a Bologna, dove continua l’attività esclusivamente nella pubblicazione di testi scolastici.